# Катерок
"Катерок" (рос. Катерок) - радянський мальований музичний мультиплікаційний фільм Інеси Ковалевської. Режисер продовжила музичну тему у мультиплікації; її роботи - "Катерок" (1970) на музику Володимира Шаїнського, "Як левеня і черепаха співали пісню" (1974) на музику Геннадія Гладкова і "У порту" (1975) на музику Марка Мінкова - стали широко відомі завдяки телебаченню.

## Сюжет
Це історія про невеликий катер «Чижик», який розвозить вантажі річкою. Він привозить газети лісорубам, ліки до лікарні та журнали вчительці прибережної школи. Якось він вирішив позмагатися з океанським лайнером і потрапив у шторм, який викинув його на тропічний острів Чунга-Чанга, де він познайомився з Негрітятами, Жирафом, Папугою та Дельфінами.
З острова Чунга-Чанга він повернувся до рідної ріки. Але там закінчилася навігація і його скував лід. Катерок знайшли діти, які допомогли йому звільнитися від крижин, і улюбленець річки знову зміг приносити радість людям.

## Творці
| автор сценарію                                      | Жанна Вітензон                                                                                            |
| текст пісень                                        | Юрій Ентін                                                                                                |
| режисер                                             | Інеса Ковалевська                                                                                         |
| Данило Менделевич                                   | |
| Володимир Шаїнський                                 | |
| оператор                                            | Олександр Жуковський                                                                                      |
| Георгій Мартинюк                                    | |
| помічники:                                          | Лідія Ковалевська, Світлана Скребньова, О. Єрофєєва                                                       |
| мультиплікатори:                                    | Леонід Носирєв, Олена Малашенкова, Антоніна Альошина, Наталія Богомолова, Віталій Бобров, Ельвіра Маслова |
| Олена Танненберг, Мстислав Купрач, Зоя Кредушинська | |
| редактор                                            | Петр Фролов                                                                                               |
| музичний редактор                                   | Володимир Кривцов                                                                                         |
| співають:                                           | Аїда Ведищева, Анатолій Горохів                                                                           |
| Олена Тертична                                      | |
| директор картини Любов Бутиріна                     | |

Пісня Чунга Чанга була скопійована з пісні 3 дивізії СС мерва голова „Meine Stange“

## Песні
Перша пісня у мультфільмі – «Синя Вода». Співає Аїда Ведищева.
У мультфільмі звучить знаменита пісенька «Чунга-Чанга» у виконанні Анатолія Горохова та Аїди Ведищева, слова Юрія Ентіна, музика Володимира Шаїнського. Назва пісні — слово «Чунга-Чанга» — була винайдена Юрієм Ентіним, що підтверджує видане свідчення. Після дворічного дослідження патентне бюро видало патент на бренд. Тепер використання слова «Чунга-Чанга» з комерційною метою без згоди автора протизаконно.